# Gyúró
Gyúró is een plaats (község) en gemeente in het Hongaarse comitaat Fejér. Gyúró telt 1240 inwoners (2001).